# Myopa picta
Espèce
Synonymes
- Myopa varia Wiedemann 1830[1]
- Myopa meridionalis Macquart 1835[1]
- Myopa chusanensis Ôuchi, 1939[1]

Myopa picta, la Myope peinte, est une espèce d'insectes diptères de la famille des Conopidae et du genre Myopa. Pleinement paléartique, la femelle attaque des insectes qui sont endoparasités par la larve.

## Description
Myopa picta mesure de 9  à   11 mm de long. Le corps est brun muni d'une fine pilosité noire et argentée. La face est blanchâtre et munie de longs poils blancs et de quatre taches noires. Le front est fauve, le vertex brun et quatre points gris ornent l'arrière de la tête. La trompe est quatre fois plus longue que la tête. Les antennes sont ferrugineuses, à l'exception du troisième article qui est noir. Le thorax est d'un gris obscur à bandes brunes. L'abdomen, d'un brun ferrugineux, est arrosé de reflets grisâtres et agrémenté d'une ligne dorsale de points noirs. Les pattes sont poilues et présentent quatre anneaux noirs. Le bout des pattes est testacé, les cuisses antérieures noires et leurs extrémités ferrugineuses. Les ailes jaunâtres sont chacune ornées d'une large tache brune,.

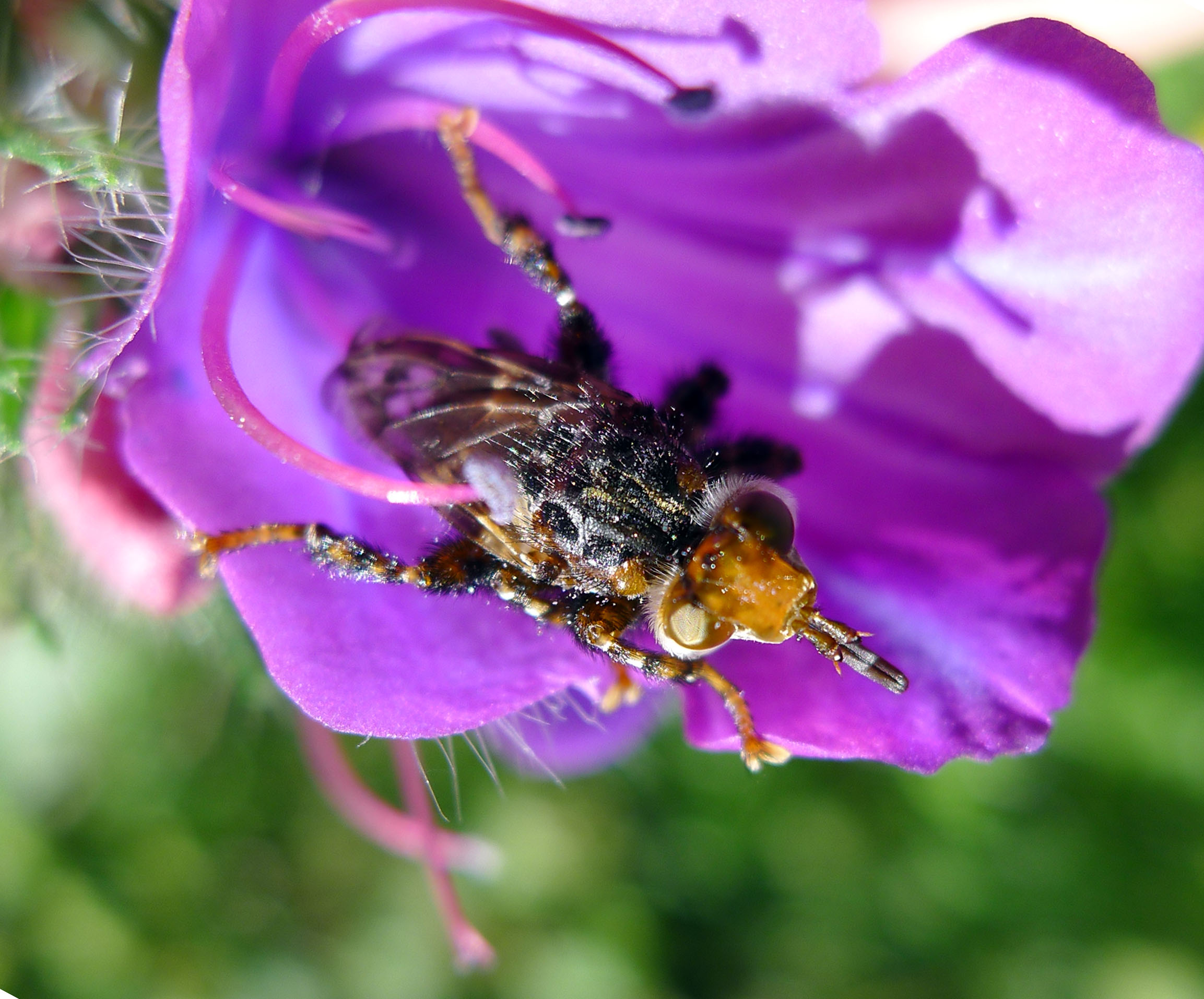
Myopa picta (Andalousie, Espagne)
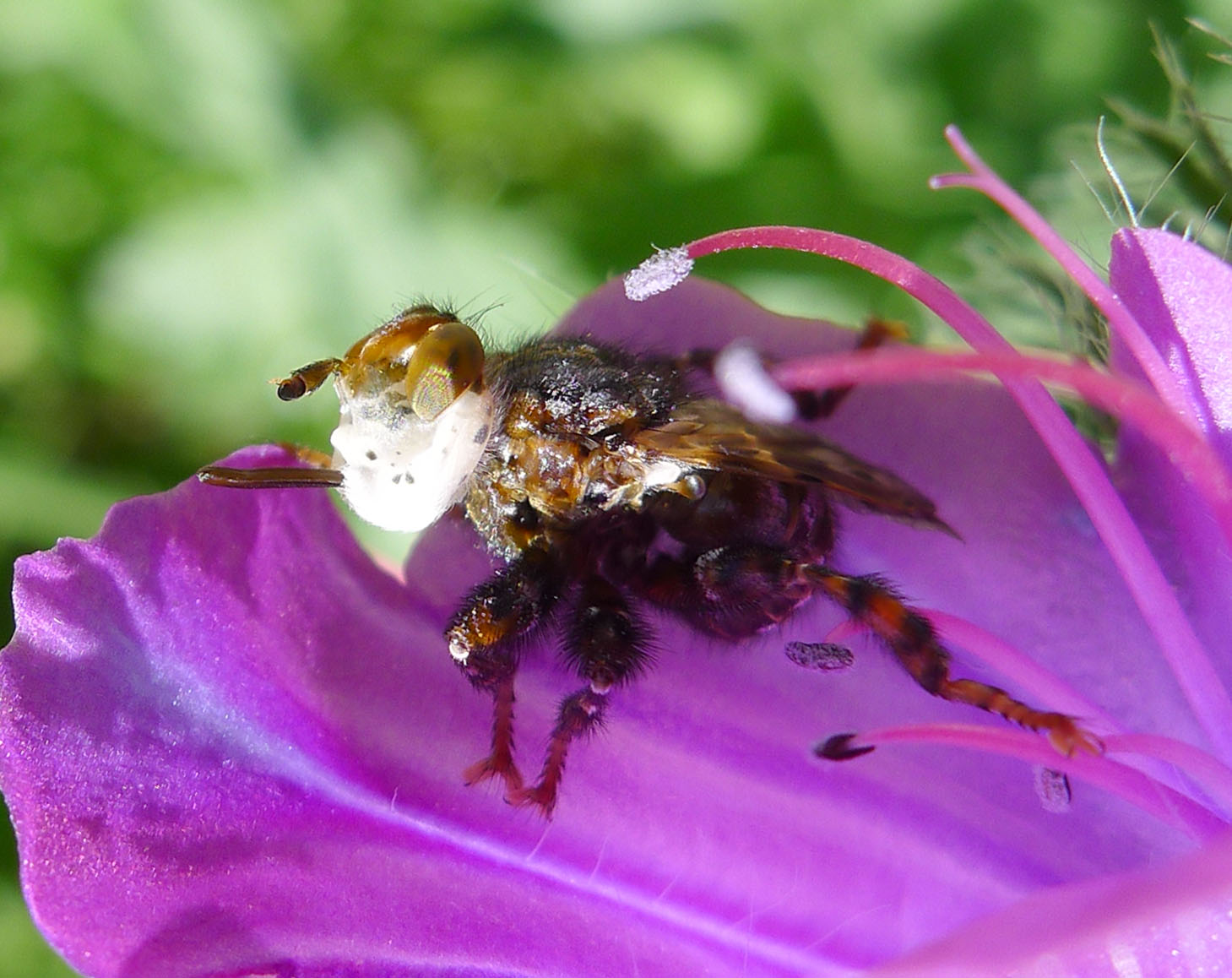
Myopa picta (Andalousie, Espagne)
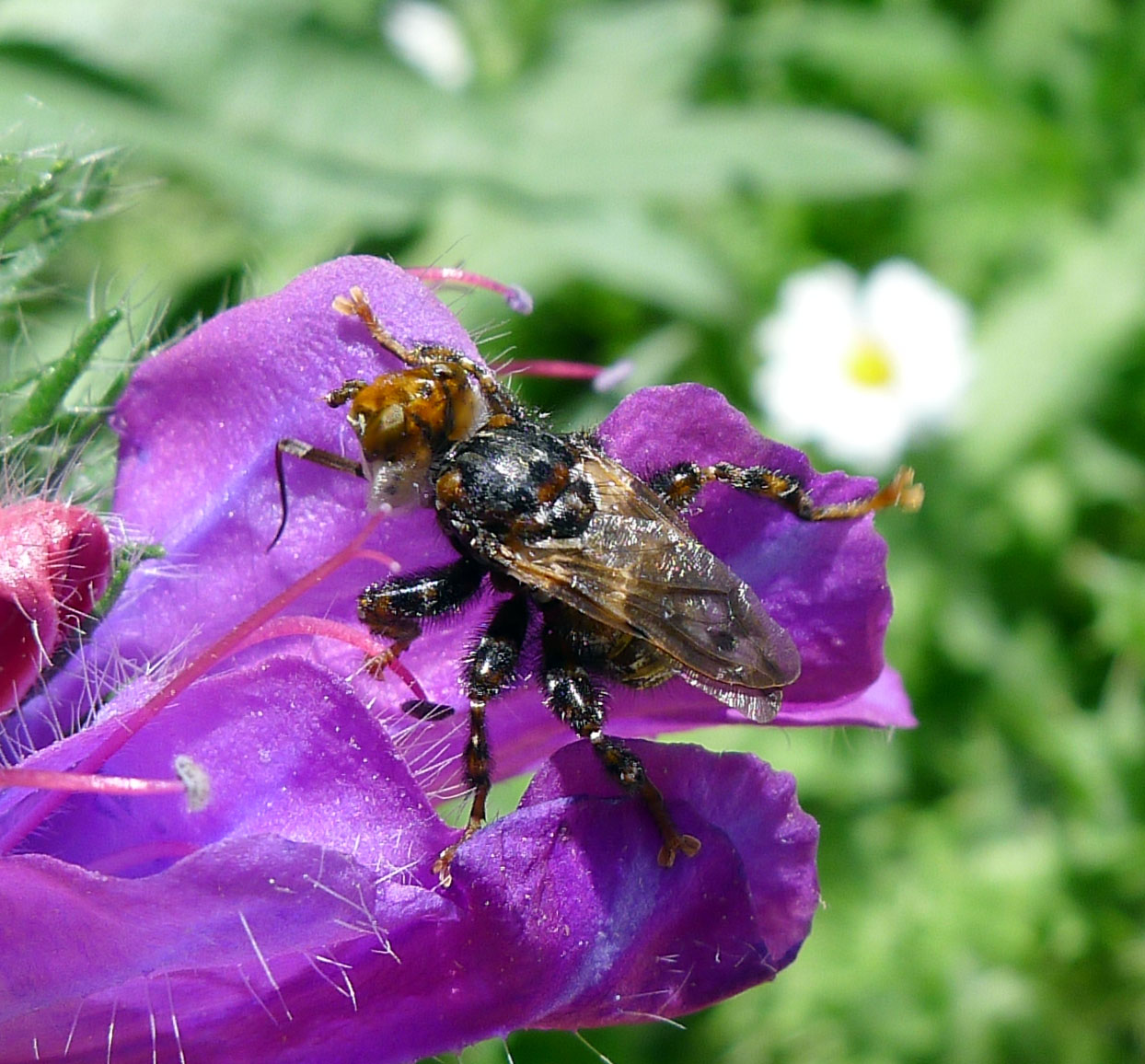
Myopa picta (Andalousie, Espagne)

## Éthologie
L'imago de Myopa picta est floricole et se nourrit exclusivement de nectar ; la larve, quant à elle, est endoparasite de divers hyménoptères et orthoptères dont l'Acrididae Schistocerca gregaria. La femelle M. picta dépose un œuf sur l'abdomen de sa proie. Une fois éclose, la larve perce l'abdomen de l'hôte et se nourrit de son hémolymphe et de ses organes internes. Elle hiverne sous forme de pupe à l'intérieur de son hôte.

## Distribution
Myopa picta est une espèce pleinement paléarctique auquel s'ajoutent l'Inde, le Pakistan et l'Éthiopie. En Europe, elle est présente sur le pourtour méditerranéen ainsi qu'en Europe centrale et en Europe de l'Est,.